# 潭墘 (新北市)
潭墘，是台灣新北市的一個地名，範圍包括永和區的中南部及中和區東北部瓦磘溝以北地區。

## 歷史
台灣清治末期至日治前期，潭墘為一街庄，稱為「潭墘庄」，隸屬於擺接堡。潭墘庄西北與龜崙蘭溪洲庄為鄰，東與秀朗庄為鄰，南邊為南勢角庄，西邊為漳和庄。相較於今日行政區，其範圍大致包括永和區協和里不含東北部及西北部、水源里不含西部、安和里、雙和里、永樂里、永安里、潭墘里、得和里不含最北端及東北部邊界地帶、潭安里、民治里不含東部邊界地帶、智光里，以及中和區泰安里、中安里、安平里、安和里、安樂里、安順里、宜安里。
1920年（日治大正九年），改制為「潭墘」大字，隸屬於台北州海山郡中和庄。當時潭墘大字下設有「潭墘」、「店子」小字名。
戰後中和庄改制為中和鄉，隸屬於臺北縣海山區，潭墘劃為「潭墘村」，店子與秀朗一部分合劃為「店街村」。1958年中和、永和分治時，潭墘、秀朗兩村各鄰長對於如何歸屬意見不一致，遂進行分割，兩村北部歸永和鎮、南部歸中和鄉。其後永和鎮、中和鄉人口增加快速，先後改制為市，村亦改制為里。至2016年6月，潭墘地區已細分為18個里，包括永和區的11個里及中和區的7個里。

## 交通

### 捷運
台北捷運中和新蘆線有穿越潭墘地區西北部，設有永安市場站。潭墘地區居民可由此路線及相關路網快速前往大台北地區各地，或至台北車站轉搭高鐵、台鐵或客運前往全台各地。

### 道路
市道111號穿越潭墘地區西北部，路線與捷運中和新蘆線相當一致，是本地區南北向重要聯外道路，往北經中正橋可前往台北市中心，往南經中和區可前往新店區的安坑。

## 學校
潭墘地區範圍由北至南有復興商工、永和國小、智光商工等學校，皆位於今永和區境內。

## 公共設施
八二三紀念公園又名「四號公園」、「中和公園」，位於潭墘地區中央地帶，屬今中和區，但東部與今永和區為界。公園面積11公頃，是雙和地區最大的公園，被稱為「雙和之肺」。
國立臺灣圖書館隸屬教育部，位於八二三紀念公園。其館藏特色為清代和日治時期臺灣資料、東南亞資料，以及視障服務。